# Survivor Series (2006)
Survivor Series (2006) — щорічне pay-per-view шоу «Survivor Series», що проводиться федерацією реслінгу WWE. Шоу відбулося 26 листопада 2006 року в Веллс-Фарго-центр у Філадельфії, Пенсільванія (США). Це було 20 шоу в історії «Survivor Series». Сім матчів відбулися під час шоу та ще один перед показом.